# مارسلو سیلوا راموس
مارسلو سیلوا راموس (به پرتغالی: Marcelo Silva Ramos) مهاجم اهل برزیل است که در شهر سالوادور و در تاریخ ۲۵ ژوئن ۱۹۷۳ به دنیا آمده‌است.
مارسلو سیلوا راموس در تیم‌های فوتبال Bahia، کروزیرو، پی‌اس‌وی آیندهوون، کروزیرو، سائوپائولو، ناگویا گرامپوس، کروزیرو، سانفریس هیروشیما، کورینتیانس، Vitória، باشگاه فوتبال اتلتیکو ناسیونال، سانتاکروز، Atlético Paranaense، Bahia، سانتاکروز، Ipatinga، Madureira، Paysandu، Madureira، Araxá، Itumbiara سابقهٔ حضور دارد.